# Guillaume Clément
Guillaume Clément, né en 1969 (50 ans), est un joueur français de hockey sur gazon et de hockey en salle, ayant évolué essentiellement au poste d'arrière (libéro). Il est médaillé de la Jeunesse et des Sports en 2004. En 2013 il est également acteur dans la saison 2 de la série Hollywood Girls sur NRJ12.

## Palmarès
- Plus de 165 sélections en équipe de France;
- Vainqueur de la Celtic Cup à Édimbourg en 2005 (et 2e de la compétition en 2002 à Cardiff);
- Vainqueur de l'équipe d'Inde en décembre 2004;
- Vainqueur du Trophée européen en salle en 1999 à Oporto;
- 3e de la Coupe du monde de hockey en salle: en 2003 (à Leipzig);
- 7e de la Coupe du monde de hockey sur gazon en 1990 (à Lahore);
- Capitaine et coentraîneur de l'équipe du Cercle athlétique de Montrouge (club où il a pratiquement effectué toute sa carrière sportive);
- Champion de France de hockey sur gazon avec le CAM: en 1998, 2002, et 2004;
- Champion de France de hockey en salle avec le CAM: en 1990, 1993, 1995, et 1999;
- Finaliste du EuroHockey Club Trophy (en) avec le CAM: en 2008 (à Paris, face à Glennane);
- Vice-champion de France de hockey en salle avec le CAM: en 2004.